# Julius König
Julius König (em húngaro:  Kőnig Gyula; Győr, 16 de dezembro de 1849 – Budapeste, 8 de abril de 1913) foi um matemático húngaro.
Foi palestrante do Congresso Internacional de Matemáticos em Heidelberg (1904: Zum Kontinuum-Problem).

## Obras
- Zur Theorie der Modulargleichungen der elliptischen Functionen, Dissertation, Heidelberg 1870.
- Ueber eine reale Abbildung der s.g. Nicht-Euclidischen Geometrie, Nachrichten von der Königl. Gesellschaft der Wissenschaften und der Georg-August-Universität zu Göttingen, No. 9 (1872) 157-164.
- Einleitung in die allgemeine Theorie der Algebraischen Groessen, Leipzig 1903.
- Zum Kontinuum-Problem, Mathematische Annalen 60 (1905) 177-180.
- Über die Grundlagen der Mengenlehre und das Kontinuumproblem, Mathematische Annalen 61 (1905) 156-160.
- Über die Grundlagen der Mengenlehre und das Kontinuumproblem (Zweite Mitteilung), Mathematische Annalen 63 (1907) 217-221.
- Neue Grundlagen der Logik, Arithmetik und Mengenlehre, Leipzig 1914.